# Медведєв Сергій Іванович
Медведєв Сергій Іванович (16 січня 1899, Харків — 16 квітня 1979, Харків) — один з найвизначніших українських радянських ентомологів, професор Харківського національного університету імені В. Н. Каразіна, доктор біологічних наук. Описав понад 300 нових видів комах, відкрив закон сезонної та зональної зміни стацій. Засновник харківської наукової ентомологічної школи. Почесний член Всесоюзного ентомологічного товариства .

## Біографія[2]
Народився 16 січня 1899 року у Харкові у родині повітового земського агронома — збіднілого дворянина.
У 1916—1920 роках навчався на природничому відділенні фізико-математичного факультету Харківського Імператорського, згодом державного, університету. У 1919 році був мобілізований до Добровольчої армії Денікіна, а в 1920—1921 роках — до Червоної армії. В останній він служив лаборантом Харківського головного військового шпиталю.
Короткий час (1921—1923) С. І. Медвєдєв працював агрономом–ентомологом у Наталівському совхозі Краснокутського району Харківщини і на обласній станції бджільництва. Після цього він стає науковцем заповіднику в Асканії-Новій: асистентом зоологічного відділу (липень 1924—1927), старшим спеціалістом (1927—1929), а потім — завідувачем ентомологічного відділу Степового інституту, створеного на базі заповідника. Паралельно у 1931—1933 роках Сергій Іванович обіймав посаду старшого наукового співробітника сектора екології Харківського зоолого-біологічного інституту. Тепло відгукнувся про молодого зоолога Остап Вишня, який відвідав заповідник.
На початку 1930-х років Асканія-Нова стала ареною запеклого протистояння. Вченим, які прагнули зберегти заповідний степ як біосферний еталон та територію для досліджень, протистояли псевдонауковці на чолі з Т. Д. Лисенко, недолугі господарники та чиновники. С. І. Медвєдєв разом з іншими відстоював інтереси науки.
Восени 1933 року його було заарештовано разом з групою асканійських колег на чолі з В. В. Станчинським. Сфабрикувати карну справу проти Сергія Івановича каральним органам було неважко: син дворянина, служив у білогвардійців, безпартійний. Його звинуватили у тому, що він входив в якусь контрреволюційну організацію, що мала на меті повалення радянської влади. Судова трійка при колегії ДПУ УРСР 24 лютого 1934 року засудила його до п'яти років виправно-трудових таборів.
Строк покарання він відбував у 1-му індустріальному радгоспі ДПУ поблизу станції Гракове у Чугуївському районі Харківщини як фахівець у захисті рослин. Двоє видатних зоологів — А. П. Семенов-Тян-Шанський та О. О. Браунер насмілилися виступити на захист молодого вченого. Через три роки після засудження, 25 вересня 1936 року його звільнили.
С. І. Медвєдєв працював за договором із зоомузеєм Харківського університету, але у 1937 році разом із родиною він переїхав на Північний Кавказ. Тут вчений очолив Першотравневу дослідну станцію Головцукру у Гулькевичському районі Краснодарського краю. Через два роки — новий переїзд, цього разу — на Алтай: тут Сергій Іванович обійняв посаду у відділі захисту рослин на дослідно-селекційній станції у Бійську.
За рік після початку Німецько-радянської війни його мобілізували на фронт. Служив він писарем 2-ї автороти 264-го окремого автомобільного батальйону 61-ї армії і брав участь у визволенні Брянщини, визволенні України, Білорусі, Латвії, Литви, Польщі, форсуванні Дніпра, Вісли, Одера, у Берлінській наступальній операції. У 1944 році він став кандидатом у члени ВКП (б). Війну закінчив на Ельбі у військовому званні гвардії сержанта. У серпні 1945 року його демобілізували.
Він одержав два запрошення на роботу — від Зоологічного інституту АН СРСР (Ленінград) та Харківського університету і зробив вибір на користь рідного міста.
С. І. Медведєв став викладачем Харківського університету, захистив кандидатську дисертацію (1946), яку фактично підготував ще до війни, а вже через два роки — докторську дисертацію. Обидві роботи були присвячені пластинчастовусим жукам. У 1947 році йому присвоїли звання доцента, у 1949-му — професора. Він очолив новостворену кафедру ентомології, третю в СРСР.
2 листопада 1957 р. Судова колегія по карним справам Верховного Суду УРСР реабілітувала вченого.
Кафедра, очолювана Медвєдєвим, плідно працювала чверть століття. У 1971 році, ігноруючи незаперечні досягнення кафедри і особисто її завідувача, начальство вирішило «злити» її з кафедри зоології безхребетних і гідробіології. Загибель власного дітища вчений переживав зовні спокійно. Драматичну ситуацію він характеризував у біологічних термінах: мовляв, «боротьба за уснівання»… Він взагалі не звик скаржитись на долю, а про життєві складнощі говорив легко і з гумором.
Через два роки після ліквідації кафедри він несподівано для багатьох став пенсіонером (1973), але продовжив працювати консультантом і науковцем. 16 квітня 1979 року вченого не стало.

### Родина
- Дружина — Олександра Володимирівна Медвєдєва[2].
- Син — Володимир Сергійович Медвєдєв (народився у 1927 році)[2].
- Син — Гліб Сергійович Медведєв (1931, Асканія-Нова — 2009, Санкт-Петербург), доктор біологічних наук, професор-ентомолог[5].
- Онук — Сергій Глібович Медвєдєв (1958, Харків) доктор біологічних наук, ентомолог[6].

## Наукова діяльність
С. І. Медведєв здійснював дослідження в усіх основних напрямках ентомології: фауністика, екологія, систематика, морфологія, зоогеографія комах, прикладна ентомологія. В кожному з них він залишив помітний слід.
Вчений описав як нові для науки 355 (за іншими даними — 193) видів, родів та інших таксонів комах, личинок та лялечок 162 видів жуків. У вивченні жуків родини пластинчастовусих він був фахівцем світового рівня.
Дослідження С. І. Медведєва в галузі екології та фауністики охоплювали південну частину Європейської частини СРСР, Кавказ та Середню Азію. Вивчаючи поширення комах у різних ландшафтах України, він незалежно від Г. Я. Бєй-Бієнка і одночасно з ним сформулював важливе правило загальної екології — правило зміни стацій. Кафедра ентомології, яку він очолював, здійснила численні комплексні експедиції, головним чином — по Півдню України. Керував експедиціями Сергій Іванович, вмілий організатор, людина контактна і невтомна у польовій роботі.
Під керівництвом професора виконано роботи із вивчення видового складу та екології багатьох груп комах української фауни: листоїдів, апіонід, сонечок, м'якотілок, наривників, водяних жуків, двокрилих-кровососів. В значній мірі цьому сприяло рідкісне вміння вченого точно визначати комах з найрізноманітніших груп, а також молюсків, хребетних тварин, рослини. Фауністичні списки, вміщені у його статтях, у публікаціях його кафедри набули особливого значення у наш час, коли фауна зазнала суттєвих змін.
Як зоогеограф С. І. Медведєв плідно розвивав екологічний напрямок, запропонував дрібне зоогеографічне районування України. В її межах він відкрив ділянки з реліктовими природними комплексами, місцями мешкання ендемічних видів і обґрунтував необхідність їх збереження. Вивчаючи ентомофауну гірських регіонів та степів Європи та Середньої Азії, пустель Азії та Північної Африки, він висловив цінні міркування щодо походження їх екосистем.
Одним з перших в країні він почав досліджувати зміни в ентомофауні внаслідок діяльності людини з давніх часів: розорювання степів, зрошення, випасання худоби, вирубання лісів, розгортання мережі полезахисних лісонасаджень, створення водосховищ, полювання. Зусиллями керованих ним фахівців та активістів вдалося запровадити охоронний режим на деяких територіях Харківщини та Донбасу.
Численні прикладні праці С. І. Медведєва присвячені шкідникам агроценозів цукрового буряку, лісорозплідників. 

Науковий доробок С. І. Медведєва включає 235 наукових публікацій. Він є автором п'яти (!) монографій у серії «Фауна СРСР». Навряд чи цей своєрідний рекорд буде колись перевершено. Рукописи понад десятка робіт Сергія Івановича лишились неопублікованими, в тому числі й монографія «Вплив людини на фауну комах (головним чином в УРСР)» (300 сторінок машинопису, 60 оригінальних малюнків).
Одна з рис, притаманних Медведєву-вченому — безвідмовність, готовність допомогти і початківцям і досвідченим колегам словом і ділом. Польові матеріали, зібрані ним, ставали надбанням наукової молоді. Стажуватись у нього приїжджали аспіранти і молоді ентомологи зі всього СРСР. Як вимогливий, але доброзичливий офіційний опонент він виступив на захисті понад сотні дисертацій. Під його науковим керівництвом успішно захистили кандидатські дисертації ентомологи І. К. Лопатін, В. С. Солодовникова, Л. П. Істоміна, Г. М. Лєвчинська, А. В. Мізер, В. Б. Захаренко та інші.
С. І. Медведєв не шкодував часу на писання десятків рецензій та відгуків, виправлення чужих статей, копіткий розбір харчових проб хребетних тварин для герпетологів, орнітологів, теріологів, на визначення тисяч комах, які йому везли звідусіль, консультування судово-медичних експертів, лікарів, працівників карантинних станцій, тощо.
Сергій Іванович як доповідач і редактор брав участь у численних наукових конференціях, з'їздах, симпозіумах. Інколи організатори замовляли йому зробити доповідь, яка б становила загальний інтерес. Таким, зокрема, став його виступ на XIII Міжнародному ентомологічному конгресі (Москва, 1968).
С. І. Медведєв редагував книги і журнали, з 1962 року входив до редколегії всесоюзного журналу «Энтомологическое обозрение».
Один з багатьох талантів, якими був обдарований Сергій Іванович — вміння малювати. Він власноручно ілюстрував свої монографії і статті, залюбки виготовляв численні малюнки для книг та статей колег (Ф. К. Лук'яновича, М. Є. Тер-Мінасян, Д. С. Шапіро, В. Н. Грамми, Г. С. Медведєва). Загалом він зробив понад 7000 малюнків для наукових публікацій. Не лише морфологічні деталі, а й тотальні малюнки жуків він виконував за одним присідом і відразу тушшю, без попереднього промальовування олівцем.
С. І. Медведєв був членом Всесоюзного ентомологічного товариства (1927), Всесоюзного географічного товариства (1931). Разом з зоологом В. Г. Аверіним він ініціював створення у Харкові відділення Всесоюзного ентомологічного товариства, яке тривалий час і очолював (1957—1978). 

| «Сергій Іванович завжди працював. Це не перебільшення. Він працював завжди, у будні й свята, на службі і під час відпочинку. <…> Він був буквально націлений на творчість і ніщо не могло йому в цьому завадити. І ми, молоді, які його оточували, намагалися від нього не відставати. <…> Він вчив нас і цим – тим, що працював на наших очах, тим, що говорив з нами як рівними собі. Він був з тих людей, у чесності та добропорядності яких ніколи не виникає сумнівів». Ігор Костянтинович Лопатін, колишній студент першого післявоєнного випуску ХДУ, доктор біологічних наук, професор-ентомолог [8] |.

### Основні наукові праці
- Семёнов Тян-Шанский А. П., Медведев С. И.  Определитель жуков-кравчиков (триба Lethrini сем. Scarabaeidae). [Определители по фауне. 18]. М.-Л.: Наука, 1936. — 116 с.
- Медведев С. І.  Семейство Scarabaeidae (Subfam. Rutelinae). Фауна СССР. Насекомые жесткокрылые. Т. 10, вип. 3. 1949. — 372 с.
- Медведев С. І.  Семейство Scarabaeidae (Subfam. Melolonthinae, часть 1). Фауна СССР. Насекомые жесткокрылые. Т. 10, вип. 1. 1951. — 514 с.
- Медведев С. І.  Семейство Scarabaeidae (Subfam. Melolonthinae, часть 2). Фауна СССР. Насекомые жесткокрылые. Т. 10, вип. 2. 1952. — 276 с.
- Медведев С. І.  Личинки пластинчатоусых жуков. Определители по фауне СССР. N 47. 1952. — 244 с.
- Медведев С. І.  Семейство Scarabaeidae (Subfam. Euchirinae, Dynastinae, Glaphyrinae, Trichiinae). Фауна СССР. Насекомые жесткокрылые. Т. 10, вип. 4. 1960. — 398 с.
- Медведев С. І.  Семейство Scarabaeidae (Subfam. Cetoniinae, Valginae). Фауна СССР. Насекомые жесткокрылые. Т. 10, вип. 5. 1964. — 375 с.

Повний перелік публікацій С. І. Мєдвєдєва дивись.

## Викладацька діяльність
В університеті С.І. Медведєв читав лекційні курси екології та зоогеографії, вів спецкурс «Екологія комах» та інші. Попри природну скромність, він був однією з найпомітніших фігур серед біологів університету. Його багатющий досвід, величезна ерудиція, доброзичливість і м'який гумор вабили студентів. Кафедрі ніколи не бракувало бажаючих спеціалізуватися саме з ентомології. На лекціях він широко використовував власні наукові здобутки і не замикався у вузьких рамках навчальної програми. Це формувало в студентів вміння широко мислити, орієнтуватися в загальнонаукових проблемах. Він не вимагав обов'язкової присутності на лекціях, але слухати його приходили студенти і працівники інших факультетів і навіть вишів і установ.
| Зустрічаючись поза заняттями із студентами «він не лише розважав веселими оповідками з експедиційної практики, університетського та громадського життя, з сучасної та давньої історії, але також переймався настроями та сподіваннями студентів так, що часом ми забували, що між нами людина, яка більше ніж на 50 років старша від нас – визнаний вчений і жива історія». Олександр Георгієвич Кірейчук, колишній студент останнього випуску кафедри ентомології ХДУ, доктор біологічних наук, ентомолог (Зоологічний інститут РАН) [1] |

## Нагороди та визнання
- Орден Трудового Червоного Прапора (1967)[2]
- Медаль «За бойові заслуги»(1945)
- Медаль «За визволення Варшави»
- Медаль «За перемогу над Німеччиною у Великій Вітчизняній війні 1941—1945 рр.» (1945)
- Медаль «20 років перемоги у Великій Вітчизняній війні 1941—1945 рр.» (1965)
- На честь С. І. Медведєва названі 29 видів комах[2].

## Ресурси Інтернету
- С. И. Медведев на фотографиях (zin.ru) [Архівовано 17 січня 2014 у Wayback Machine.]
- С. И. Медведев. Художники и рисунки жуков [Архівовано 12 березня 2011 у Wayback Machine.]
- С. И. Медведев: рисунки жуков [Архівовано 15 березня 2011 у Wayback Machine.]